# Oliverio Isaza Gómez
Oliverio Isaza Gómez (San Francisco, 19 de diciembre de 1974-Puerto Triunfo, 22 de febrero de 2025) fue un paramilitar, narcotraficante y criminal colombiano. Fue miembro del Clan del Golfo hasta su muerte en 2025.

## Biografía
Nació en San Francisco, Antioquia, hijo menor del paramilitar Ramón Isaza y desde su niñez se radicó en Puerto Triunfo. En su adolescencia se incorporó a las filas de la organización delictiva al lado de su padre en el Magdalena Medio en la guerra contra Pablo Escobar, en apoyo de los carteles rivales y paramilitares, se escondió en 1992 en la vereda Piedra Candela en Norcasia por cuatro años.

## Carrera criminal
Se dedicó a la minería ilegal, en su juventud comercializó ganado, en 1998 su padre lo añadió como miembro de las Autodefensas Campesinas del Magdalena Medio de Antioquia, quedando a cargo de vigilar los territorios de El Prodigio de San Luis, La Arabia, Los Delirios y La Unión en Puerto Nare. Durante su militancia fue responsable de desapariciones forzadas y robos. En 2000 fue capturado por los militares cuando conducía en un Toyota campero con Mauricio Vélez López, que transportaba armas largas de uso privativo de las fuerzas militares; fue puesto en libertad en 2001 por la Unidad Delegada de Fiscalía ante el Tribunal Superior de Medellín.
En 2002 asumió el mando del Frente Isaza Héroes del Prodigio de las Autodefensas Unidas de Colombia hasta su desmovilización con su padre en 2006, fue incluido en el programa Ley de Justicia y Paz en la presidencia de Álvaro Uribe, cumplió su condena de ocho años de prisión transitoria y regresó a delinquir en las filas del grupo Clan del Oriente, adscritos al Clan del Golfo, comandados por Dairo Antonio Úsuga David, Jobanis de Jesús Ávila Villadiego y Wilmer Antonio Giraldo Quiroz. Allí hacía actividades de extorsión, narcotráfico, asesinatos y secuestros con esto se consolidó como el grupo más poderosos del país.

## Muerte
El 22 de febrero de 2025 fue abatido durante un operativo de las fuerzas militares de inteligencia acompañados por la policía en la zona rural de Puerto Triunfo, en el marco de la búsqueda de los miembros del Clan del Golfo. Tras de la captura de Úsuga David, y el asesinato de Giraldo Quiroz, ya estaba en la mira los miembros por las instituciones de seguridad nacional. El escolta de seguridad fue fundamental para localizar su paradero y delatarlo, que fueron divulgados por el ministro de Defensa Iván Velásquez Gómez y el nuevo director de la policía Carlos Fernando Triana.